# 黃宗
黃宗（1407年—？），字廷禮，直隸松江府華亭縣人，民籍。明朝政治人物。進士出身。

## 生平
應天府鄉試第三十一名。正統七年（1442年）壬戌科會試第一百四十七名，殿試登進士第三甲第五十一名。

## 家族
曾祖黃德寧。祖父黃居昌。父亲黃惟清。